# 李铣 (1922年)
李铣（1922年10月—1983年5月4日），原名李鸿顺，彝族，云南石屏人，中华人民共和国政治人物，中共八大代表、第三届全国人大代表。

## 生平
1942年入滇军第一集团军第二路军，1945年加入中国共产党，1946年转回原籍。1948年2月起，在石屏、弥勒、路南等地组织武装斗争，先后任云南人民讨蒋自救军第一纵队二支队中队长、邱北县武工队队长、护乡十一团一大队大队长、边纵四支队三十七团营长、副团长等职。文山解放后，历任文山专署公安处处长，中共文山地委组织部副部长、部长，地委副书记，文山州副州长等职。“文革”中受到冲击。1972年7月后历任文山州革委会副主任、州委副书记、州委副书记兼文山县委书记等职。1979年对越自卫反击战期间，任文山州支前指挥部总指挥。1980年调任云南省民委副主任兼党组副书记。